# Edith Helou
Edith Helou, eigentlich Edith von Niessen, (* 19. September 1892 in Wiesbaden, Deutsches Reich; † 1979) war eine deutsche Lehrerin, Sängerin und Schauspielerin und stand in drei Filmen vor der Kamera.

## Leben und Wirken
Die gebürtige Wiesbadenerin Edith von Niessen hatte in mehreren Berufen gearbeitet. Ehe sie zur Schauspielerei kam, wirkte sie als Lehrerin für Englisch, Französisch und Portugiesisch und trat auch als Sängerin in Erscheinung. Sie heiratete den fünf Jahre jüngeren Walter Treuherz, mit dem sie zwei Kinder bekam. Erst sehr spät, im Alter von 60 Jahren, trat sie unter dem Pseudonym Edith Helou auch vor die Kamera.
Helou trat in Fernando De Barros’ brasilianischen Filmdrama Appassionata von 1952 erstmals als Filmschauspielerin in Erscheinung. Sie war in der Rolle eine Hausdame besetzt. In der brasilianischen Filmkomödie Esquina da Ilusão von 1953, bei der Ruggero Jacobbi Regie führte, war sie in einer Nebenrolle besetzt, ebenso wie in Géza von Radványis Filmdrama Mädchen in Uniform mit Lilli Palmer, Romy Schneider und Therese Giehse in den Hauptrollen. Helou verkörperte im Film die Baroness von Ehrenhardt.
Nach dem letztgenannten Film verliert sich ihre Spur.

## Filmografie (Auswahl)
- 1952: Appassionata
- 1953: Esquina da Ilusão
- 1958: Mädchen in Uniform